# Otto Mráz
Otto Mráz (Praga, 5 febbraio 1901 – 1973) è stato un calciatore cecoslovacco, di ruolo attaccante.
Secondo altre fonti sarebbe deceduto nel novembre 1972.

## Carriera

### Nazionale
Esordisce il 31 agosto 1924 contro la Romania (4-1).